# Musopen
Musopen Inc. é uma organização sem fins lucrativos 501(c)(3), fundada por Aaron Dunn em 2005. Sua sede está localizada em Tarzana, na Califórnia, Estados Unidos. Tem como objetivo «difundir a música livre» a disponibilizar ao público de forma gratuita, sem restrições de direitos autorais.
Alguns conteúdos estão disponíveis de forma gratuita, com limitações e estão sujeitos a registo.

## História
Musopen fornece uma biblioteca digital de gravações musicais e de partituras em domínio público. A organização também levanta dinheiro para financiar as gravações de música clássica, que são publicadas em domínio público.
Em 2008, Musopen lançou trinta e duas sonatas para piano de Beethoven em domínio público.
Em 2010, o sítio organizou uma arrecadação de fundos através do Kickstarter para encomendar os registos de um repertório mais amplo, levantando um total de 68 359 dólares, seis vezes mais que sua meta original de 11 000 dólares. Em julho de 2012, Musopen anunciou que a edição das gravações foi concluída, após os ficheiros de áudio terem sido carregados no seu sítio e no Internet Archive. A lista definitiva de música foi anunciada em agosto de 2012.
Em setembro de 2013, uma nova angariação de fundos do Kickstarter foi lançada por Musopen para gravar as obras completas de Frédéric Chopin. A arrecadação de fundos foi bem-sucedida, superando a meta de financiamento de 75 000 dólares por mais de 15 000 dólares. Todas as gravações para este projeto foram finalizadas e a edição foi concluída em abril de 2015.

## Biblioteca musical digital
Musopen opera sob o modelo freemium, onde alguns conteúdos são disponibilizados de forma gratuita, mas as descargas premium requerem registo. As partituras estão disponíveis para descarga gratuita, e as gravações podem ser reproduzidas utilizando um reprodutor de média HTML5 ou Flash.